# Hugues de Toscane
Pour les articles homonymes, voir Hugues.
Hugues de Toscane, dit Hugues le Grand (v. 950- 21 décembre 1001 à Pistoia), marquis de Toscane de 961 à sa mort, duc de Spolète, marquis de Camerino de 989 à 996.

## Biographie
Fils de Hubert de Spolète et de Willa de Spolète, Hugues de Toscane épouse une certaine Judith avec qui il a une fille, Willa. Il choisit Florence comme capitale à la place de Lucques et fait édifier à partir de 978 la Badia Fiorentina et se rend célèbre par ses multiples donations aux églises qui sont à l'origine de son surnom.
En 993, après l'assassinat du prince de Capoue Landenolf II considéré comme un vassal de l'Empire (21 avril), il met le siège devant la ville et châtie les coupables, sur ordre du jeune roi de Germanie Otton III.
Ce même Othon III couronné empereur le 21 mai 996 jugeant sa puissance trop grande lui retire le duché de Spolète et Camerino en septembre 996 et les confie à Conrad d'Ivrée (996-998) puis à Adémar.
Hugo aurait fondé cinq ou six monastères au cours de sa vie, mais on ne sait pas clairement de quels monastères il s'agissait. Un certain nombre de nouvelles communautés monastiques voient également le jour sous son règne. Pour le salut de son âme, il fit également un don important à l'abbaye de Saint-Michel de Marturi.

## Sources
- L'art de vérifier les dates